# 48-as Alkotmánypárt
A 48-as Alkotmánypárt egy rövid életű választási párt volt Magyarországon 1918-ban.

## Története
Wekerle Sándor hozta létre harmadik miniszterelnöki kinevezése után, hogy egy stabil kormánypártot alakítson az elvesztett első világháború utáni zűrzavarban egy a háború miatt addig halasztgatott választásokra.
Tradicionális konzervatív értékrendszer alapján építette fel pártját, amibe mind a „67-esek” (azaz kiegyezés-párti), mind a „48-asok” (azaz a kiegyezés ellenzői, elvetői) különböző, de egymással összeegyeztethető célkitűzéseit is átvette (pl. általános választójog bevezetése, német helyett magyar, mint vezényleti nyelv a hadseregben, stb.), ugyanakkor viszont udvarhű is maradt. Hivatalosan 1918. január 25-én alakult a Keresztényszociális Néppárt, az Országos Alkotmánypárt egy része és az Egyesült Függetlenségi és Negyvennyolcas Párt egyesüléséből.
A kormányzó Nemzeti Munkapárt nem csatlakozott a kezdeményezéshez, így az gyakorlatilag csak az ellenzéki pártok többségét foglalta magába. A helyzeten végül az őszirózsás forradalom győzelme, illetve Tisza István meggyilkolása változtatott, ezt követően október 31-én a Munkapárt is beolvadt a 48-as Alkotmánypártba, de már túl későn; alig egy héttel később, november 7-én a párt az új Károlyi-kabinet köztársasági törekvései miatt feloszlott, a zavaros politikai helyzetben pedig a Wekerle által remélt választás is elmaradt.